# لیک کویویرا (کانزاس)
لیک کویویرا (به انگلیسی: Lake Quivira) شهری در ایالت کانزاس کشور ایالات متحده آمریکا است که جمعیت آن در سرشماری سال ۲۰۱۰ میلادی، ۹۰۶ نفر بوده‌است.